# Átomo de Bohr

Modelo do átomo de Bohr.

Na física atômica, o átomo de Bohr é um modelo que descreve o átomo como um núcleo pequeno e carregado positivamente cercado por elétrons em órbita circular.

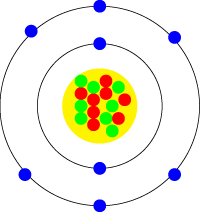
Um exemplo do modelo atômico de Bohr

Ernest Rutherford, no início do século XX, realiza o experimento conhecido como espalhamento de Rutherford
, no qual ele incidiu um feixe de partículas alfa (α) sobre uma folha de ouro e observou que, ao contrário do que era esperado - que as partículas deveriam ser refletidas pelos átomos de ouro considerados maciços até então -, muitas partículas atravessaram a folha de ouro e outras sofreram desvios. A partir da análise dessa experiência, afirmou que átomos eram constituídos de uma nuvem difusa de elétrons carregados negativamente que circundavam um núcleo atômico denso, pequeno e carregado positivamente.
A partir dessa descrição, é fácil deixar-se induzir por uma concepção de um modelo planetário para o átomo, com elétrons orbitando ao redor do "núcleo-sol". Porém, a aberração mais séria desse modelo é a perda de energia dos elétrons através da radiação síncrotron: uma partícula carregada eletricamente ao ser acelerada emite radiações eletromagnéticas que têm energia; fosse assim, ao orbitar em torno do núcleo atômico, o elétron deveria gradativamente emitir radiações e cada vez mais aproximar-se do núcleo, em uma órbita espiralada, até finalmente chocar-se contra ele. Um cálculo rápido mostra que isso deveria ocorrer quase que instantaneamente.

## Postulado de Bohr

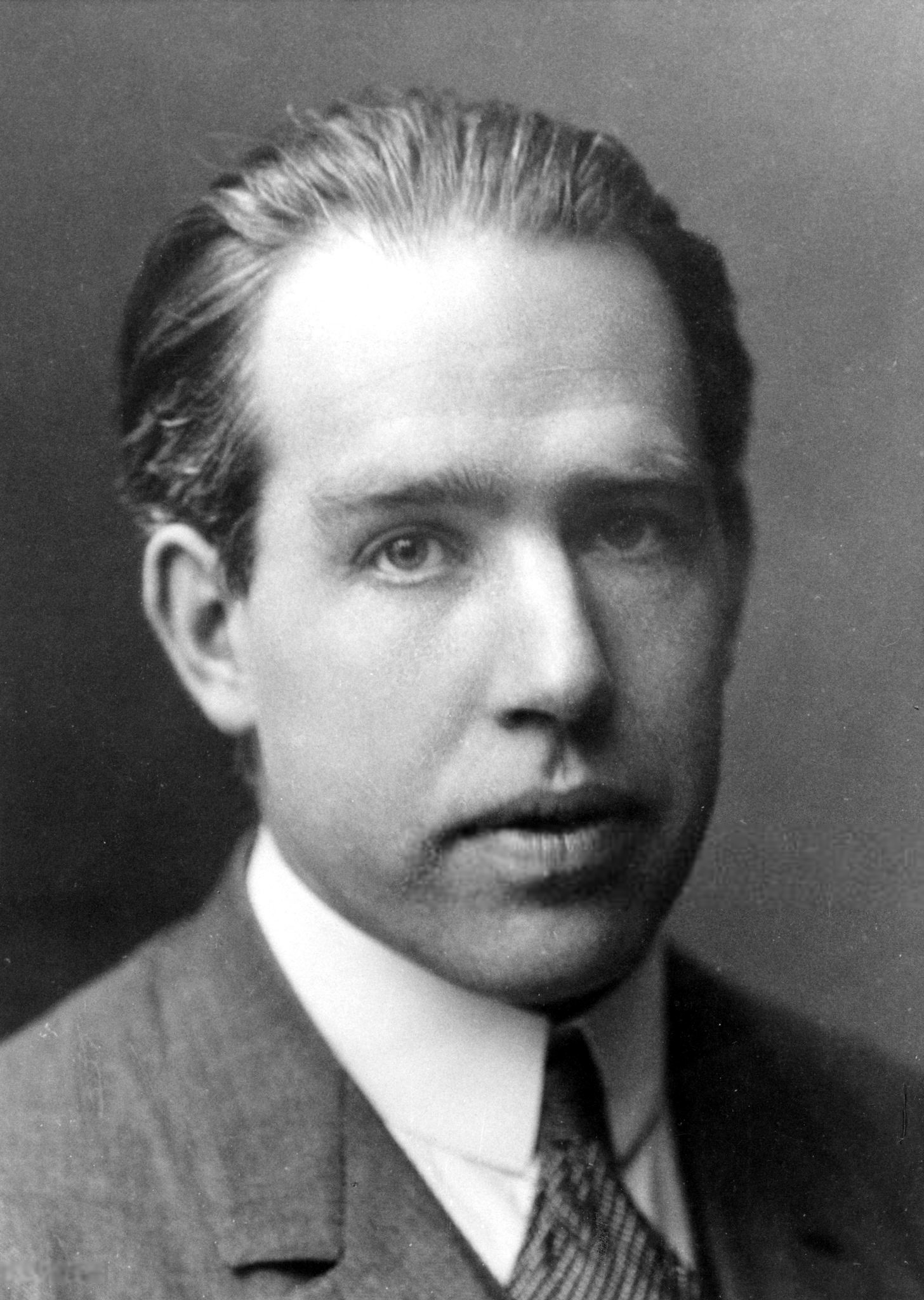
Niels Bohr

Através das descrições quânticas da radiação eletromagnética propostas por Albert Einstein e Max Planck, o físico dinamarquês Niels Bohr desenvolve seu modelo atômico a partir de quatro postulados:
1. Os elétrons que circundam o núcleo atômico existem em órbitas que têm níveis de energia quantizados.
2. A energia total do elétron (cinética e potencial) não pode apresentar um valor qualquer e sim, valores múltiplos de um quantum.[1]
3. Quando ocorre o salto de um elétron entre órbitas, a diferença de energia é emitida (ou suprida) por um simples quantum de luz (também chamado de fóton), que tem energia exatamente igual à diferença de energia entre as órbitas em questão.
4. As órbitas permitidas dependem de valores quantizados (bem definidos) de momento angular orbital, L, de acordo com a equação

{\displaystyle \mathbf {L} =n\cdot \hbar =n\cdot {h \over 2\pi }}
onde n = 1, 2, 3, ... é chamado de número quântico principal e h é a constante de Planck.
A regra 4 afirma que o menor valor possível de n é 1. Isto corresponde ao menor raio atômico possível, de 0,0529 nm, valor também conhecido como raio de Bohr. Nenhum elétron pode aproximar-se mais do núcleo do que essa distância.
O modelo de átomo de Bohr é às vezes chamado de modelo semi-clássico do átomo, porque agrega algumas condições de quantização primitiva a um tratamento de mecânica clássica. Este modelo certamente não é uma descrição mecânica quântica completa do átomo. A regra 2 diz que as leis da mecânica clássica não valem durante um salto quântico, mas não explica que leis devem substituir a mecânica clássica nesta circunstância. A regra 4 diz que o momento angular é quantizado, mas não diz por quê.

## Expressão para o raio de Bohr
Considere o caso de um íon com a carga do núcleo sendo Ze e um eléctron movendo-se com velocidade constante v ao longo de um círculo de raio r com centro no núcleo.
A força de Coulomb sobre o electrão é
{\displaystyle F={\frac {Z.e^{2}}{4\pi \varepsilon _{o}r^{2}}}}
A força de Coulomb é a força centrípeta. Logo:
{\displaystyle F={\frac {Z.e^{2}}{4\pi \varepsilon _{o}r^{2}}}={\frac {m.v^{2}}{r}}}
Usando a regra de quantização do momento angular de Bohr:
{\displaystyle L=m.v.r={\frac {h}{2\pi }}=\hbar }
Temos para o n-ésimo raio de Bohr:
{\displaystyle r_{n}={\frac {\varepsilon _{o}n^{2}h^{2}}{\pi .mZe^{2}}}}
E a velocidade do electrão na n-ésima órbita:
{\displaystyle v_{n}={\frac {Z.{e}^{2}}{2\varepsilon _{o}h.n}}}

## Equação de Rydberg
A equação de Rydberg, que era conhecida empiricamente antes da equação de Bohr, está agora na teoria de Bohr para descrever as energias de transições entre um nível de energia orbital e outro.  A equação de Bohr dá o valor numérico da já conhecida e medida constante de Rydberg, e agora em termos de uma constante fundamental da natureza, inclui-se a carga do elétron e a constante de Planck.
Quando o elétron é movido do seu nível de energia original para um superior e, em seguida, recua um nível retornando à posição original, resulta num fóton a ser emitido. Usando a fórmula derivada para os diferentes níveis de energia de hidrogênio, determinam-se os comprimentos de onda da luz que um átomo de hidrogênio pode emitir.
A energia de um fóton emitido por um átomo de hidrogênio é determinado pela diferença de dois níveis de energia de hidrogênio:
{\displaystyle E=E_{f}-E_{i}=R_{E}\left({\frac {1}{n_{i}^{2}}}-{\frac {1}{n_{f}^{2}}}\right)\,}
onde  ni  é o nível inicial , e nf  é o nível final de energia.
Uma vez que a energia de um fóton está
{\displaystyle E={\frac {hc}{\lambda }},\,}
o comprimento de onda do fóton emitido é dada pela
{\displaystyle {\frac {1}{\lambda }}=R\left({\frac {1}{n_{i}^{2}}}-{\frac {1}{n_{f}^{2}}}\right).\,}
Isto é conhecido como a equação de Rydberg, e o R da constante Rydberg é {\displaystyle R_{E}/hc} , ou {\displaystyle R_{E}/2\pi }  em unidades naturais . Esta equação foi conhecida no século XIX pelos cientistas que estudavam a espectroscopia, mas não havia nenhuma explicação teórica para estas equações ou uma previsão teórica para o valor de R, até Bohr. A propósito, a derivação de Bohr da constante Rydberg, bem como o acordo concomitante da equação de Bohr com as experimentalmente observadas linhas espectrais de Lyman ({\displaystyle n_{f}=1}), Balmer ({\displaystyle n_{f}=2}), e Paschen ({\displaystyle n_{f}=3}), e a previsão teórica bem sucedida de outras linhas ainda não observadas, foi uma das razões para o seu modelo ser imediatamente aceito.
Para aplicar em átomos com mais de um elétron, a equação de Rydberg pode ser modificada pela substituição de "Z" por "Z - b" ou "n" por "n - b", em que b é uma constante que representa o efeito de triagem devido a outros elétrons. Isto foi estabelecido empiricamente antes de Bohr apresentar seu modelo.

## Níveis energéticos dos elétrons em um átomo de hidrogênio
O modelo do átomo de Bohr explica bem o comportamento do átomo de hidrogênio e do átomo de hélio ionizado, mas é insuficiente para átomos com mais de um elétron.
Segue abaixo um desenvolvimento do modelo de Bohr que demonstra os níveis de energia no hidrogênio.
Sejam as seguintes convenções:
1. Todas as partículas são como ondas e, assim, o comprimento de onda do elétron, {\displaystyle \lambda }, está relacionado à sua velocidade por
{\displaystyle \lambda ={h \over m_{e}v}}
onde h é a constante de Planck e me, a massa do elétron. Bohr não tinha levantado esta hipótese porque só depois é que foi proposto o conceito  associado a esta afirmação (veja dualidade onda-partícula). Porém, permite chegar na próxima afirmação.
2. A circunferência da órbita do elétron deve ser um múltiplo inteiro de seu comprimento de onda:
{\displaystyle 2\pi r=n\lambda \,}
onde r é o raio da órbita do elétron e n, um número inteiro positivo.
3. O elétron mantém-se em órbita por forças eletrostáticas. Isto é, a força eletrostática é igual à força centrípeta:
{\displaystyle {kq_{e}^{2} \over r^{2}}={m_{e}v^{2} \over r}}
onde {\displaystyle k={1 \over 4\pi \epsilon _{0}}} e qe, a carga elétrica do elétron.
Temos três equações e três incógnitas: v, {\displaystyle \lambda } e r. Depois de manipulações algébricas para obter v em função das outras variáveis, pode-se substituir as soluções na equação da energia total do elétron:
{\displaystyle E=E_{cinetica}+E_{potencial}={1 \over 2}m_{e}v^{2}-{kq_{e}^{2} \over r}}
Pelo teorema do virial, a energia total simplifica-se para
{\displaystyle E=-{1 \over 2}m_{e}v^{2}}
| {\displaystyle E_{n}\,} | {\displaystyle =-2\pi ^{2}k^{2}\left({\frac {m_{e}q_{e}^{4}}{h^{2}}}\right){\frac {1}{n^{2}}}\,} |
|                         | {\displaystyle ={\frac {-m_{e}q_{e}^{4}}{8h^{2}\epsilon _{0}^{2}}}{\frac {1}{n^{2}}}\,}          |

Ou, depois de substituídos os valores das constantes:
| {\displaystyle E_{n}={\frac {-13.6\ \mathbf {eV} }{n^{2}}}\,} |

Assim, o menor nível de energia do hidrogênio (n = 1) é cerca de -13.6 eV. O próximo nível de energia (n = 2) é -3.4 eV. O terceiro (n = 3), -1.51 eV, e assim por diante. Note que estas energias são menores que zero, o que significa que o elétron está em um estado de ligação com o próton presente no núcleo. Estados de energia positiva correspondem ao átomo ionizado, no qual o elétron não está mais ligado, mas em um estado desagregado.
O modelo atômico de Bohr pode ser facilmente usado para a composição do modelo atômico de Linus Pauling. Apenas somando as camadas e as colocando na ordem de Pauling.

## Frequência
A frequência orbital
{\displaystyle f={\frac {\omega }{2\pi }}={\frac {v}{2\pi .r}}} (X)
Onde {\displaystyle \omega } é a velocidade angular orbital do elétron.
{\displaystyle {\frac {ke^{2}}{r^{2}}}={\frac {m.v^{2}}{r}}\Rightarrow \;m.v^{2}={\frac {ke^{2}}{r}}}
A partir da equação acima, que descreve o movimento orbital mantido pela força de Coulomb, podemos inferir:
{\displaystyle {\frac {v}{r}}={\sqrt {\frac {k.e^{2}}{m.r^{3}}}}}
Substituindo esta expressão na Equação (X) temos:
{\displaystyle f={\frac {1}{2\pi }}{\sqrt {\frac {k.e^{2}}{m.r^{3}}}}} (Z)
Para o átomo - {\displaystyle Hf=7x10^{15}Hz}, a qual está na região ultravioleta do espectro electromagnético.
Se o elétron irradia, a energia E irá decrescer tornando-se cada vez negativa e a partir da Equação do raio da órbita r também diminui. O decréscimo em r na Equação (Z), provoca um aumento na frequência f.
De modo que temos um efeito de pista que quando a energia é irradiada,  E diminui, o raio orbital r diminui, a qual por sua vez causa um aumento da frequência orbital f e aumentando continuamente a frequência irradiada.
Este modelo planetário prevê que o electrão se mova em espiral para dentro em direção ao núcleo, emitindo um espectro contínuo. Calcula-se que este processo não dure mais do que {\displaystyle 1\times 10-8s}, um tempo muito curto na verdade.

## Problemas e contradições
Algumas fragilidades e contradições do modelo ficaram claras na publicação de 1913. Outros foram mais tarde evidenciados com experimentos melhores (mais modernos) e teorias mais elaboradas da mecânica quântica.
- Os postulados são justificados por qualquer princípio fundamental, mas apenas através de seu sucesso. Eles contradizem a eletrodinâmica clássica.
- O modelo de Bohr descreve o comportamento dos átomos de hidrogênio e íons com apenas um elétron. Sistemas de vários elétrons não estão incluídos.
- A teoria de relatividade não é considerada, embora seja atribuído ao elétron no estado fundamental do átomo hidrogênio, cerca de 1% da velocidade da luz.
- O átomo de hidrogênio no modelo de Bohr teria de ser um disco plano.
- Ligações químicas no modelo de Bohr não podem ser entendidas (ou seja, o modelo não explica ligações químicas).
- Em todos os estados estacionários o momento angular do elétron em torno de órbita de fora é muito grande. Em particular no estado fundamental, mesmo na realidade sendo 0 (nulo).
- Até mesmo o dividir de muitas linhas espectrais sob a influência de campos magnéticos (efeito anômalo de Zeeman) não pode ser explicado.
- Certas linhas espectrais do hidrogênio são capazes de resistir à medidas mais precisas do que as linhas duplas. Após isso, descobriram uma separação que não podia ser explicada pelo modelo de Bohr que foi chamada de Lamb-Shift .
- No radioastronomia a principal linha de 21 cm do hidrogênio pode ser obtida a partir do modelo de Bohr.
- A noção de uma órbita definida do elétron em torno do núcleo em 1927 conflitava com o princípio da incerteza descoberto por Werner Heisenberg.

Na física quântica, com todos as teorias e resultados obtidos até os dias de hoje e com os registros dos dados experimentais, o modelo orbital possui uma imagem fundamentalmente diferente do átomo. Ao contrário do que aceita pelo modelo de Bohr, os elétrons no átomo possuem probabilidade finita de estarem até mesmo no núcleo. Atualmente, sabemos que eles não se movem em órbitas. Razoavelmente aceitamos a ideia de uma nuvem de elétrons.